# 버스 657
《버스 657》(영어: Heist)는 2015년 공개된 미국의 하이스트 액션 스릴러 영화이다. 스콧 맨이 연출하고, 스티븐 사이러스 세퍼 등이 각본을 담당하였다. 로버트 드니로, 제프리 딘 모건, 데이브 버티스타, 케이트 보즈워스, 모리스 체스트넛, 지나 커라노 등이 출연하였다.

## 줄거리
루크는 프랜시스 "더 포프" 실바가 운영하는 남부 카지노 "더 스완"에서 딜러로 일한다. 딸 수술비 30만 달러가 급해진 루크는 포프에게 돈을 빌려달라고 끈질기게 매달리다가 해고 당하고 오른팔인 데릭 "더 도그" 프린스에게 두들겨맞는다.
더 스완 금고 비밀번호를 아는 루크는 더 스완에서 범죄 조직 돈세탁이 이뤄진다는 사실을 귀띔해준 보안 요원 제이슨과 힘을 합쳐 돈을 훔친다. 하지만 도주 담당 운전사로 지정했던 또 다른 공범이 혼자 도망쳐버리고, 도주할 방법이 막막해진 루크와 제이슨은 시내버스를 납치한다.
버스는 주간고속도로로 진입하고, 크리스 순경, 마코니 형사, SWAT이 뒤를 쫓는데...

## 출연
- 제프리 딘 모건 - 루크 본 역
- 데이브 버티스타 - 제이슨 콕스 역
- 로버트 드니로 - 프랜시스 "더 포프" 실바 역
- 케이트 보즈워스 - 시드니 실바, 포프와 사이가 소원한 딸 역
- 모리스 체스트넛 - 데릭 "더 도그" 프린스 역
- 지나 커라노 - 크리시아 "크리스" 바호스 순경 역
- 마크폴 고슬러 - 마코니 형사 역
- D. B. 스위니 - 버니, 버스 운전사 역
- 리치 몽고메리 - 조노, 계획 설계를 도운 노인 역
- 리디아 헐 - 폴린 역
- 스티븐 사이러스 세퍼 - 줄리언 단테이 역
- 타이슨 설리번 - 미키 역
- 크리스토퍼 롭 보언 - 에릭 역
- 스콧 허먼 - 토머스 경사 역
- 서머 올티스 - 크리스털 역
- 랜스 E. 니컬스 - 마이클스 역
- 얼리사 줄리아 스미스 - 리베카 역
- 레이철 커브스 - 맨디 역
- 타일러 존 올슨 - 스티브 역
- 조슈아 마이클 - 그랜트 역
- 한 소토 - 린 타오 역
- 코트니 블라이스 터크 - 이저벨 역
- 데릭 두셰인 - 모건 역
- 스탠 피치 - 팀 역
- 로지 펠너 - 줄리 역
- 알렉시스 부저 스털링 - 종업원 역
- 브렌트 파커 - 스완 카지노 보안 요원 역
- 베넷 웨인 딘 시니어 - 수프 키친 후원자 역

## 수상
- 2016년 제19회 상하이 국제 영화제 후보 청룽 액션 영화 주간 (스콧 맨)

## 같이 보기
- 스피드 (1994년 영화)